# Cha-cha

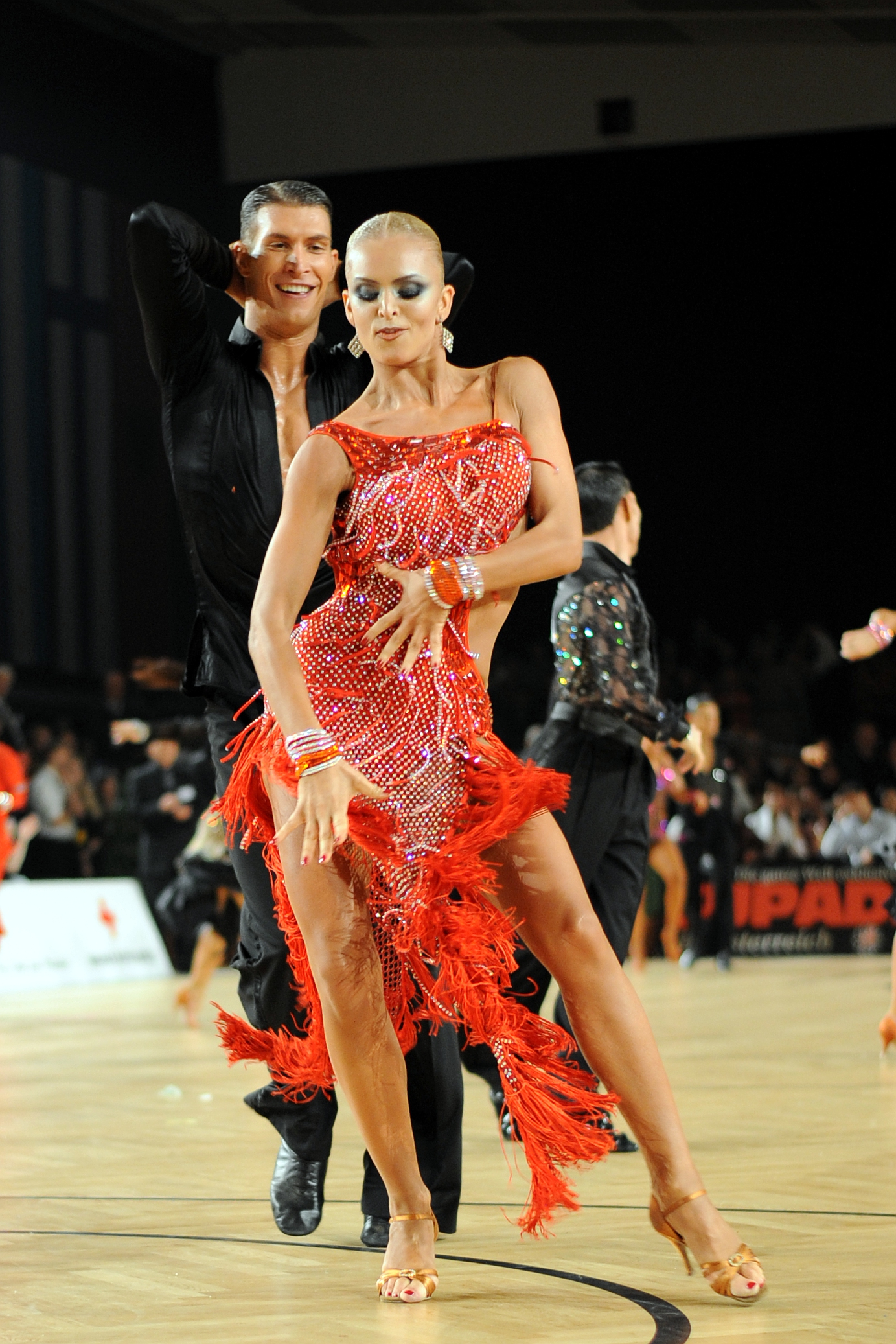
Slovinský pár Miha Vodičar a Nadija Byčkovová tančí cha-chu na Austrian Open 2012

Cha-cha-cha (výslovnost: [ča-ča-ča]), zkráceně Cha-cha, česky čača nebo ča-ča, je velmi svižný latinskoamerický tanec pocházející z Kuby. Rytmus se vyvinul z kubánského tance Danzon synkopováním čtvrté doby.
Cha-cha-cha je jedním z pěti latinskoamerických soutěžních tanců, mezi něž se zařadil jako poslední v pořadí, a ve zjednodušené formě se vyučuje také v tanečních kurzech.
Základní pohyb i většina jednoduchých figur je stejná pro oba partnery (zrcadlově). Typická je pro tento tanec cha-cha-cha přeměna na synkopovanou dobu 4 (tedy v rytmizaci 4a1), při které zní výrazný zvuk kubánského hudebního nástroje giro. Cha-Cha se tancuje jak na původní latinskou hudbu nebo na latin rock či latin pop.
Základní pohyb v jednom taktu se skládá z tří pomalých kroků a dvou rychlých.

## Historie
Slovo cha-cha vzniklo na Haiti podle zvuku zvonku, na který se hrávalo při tradičních tancích.
Melodie cha-chi se vyvinula především z mamba. Na konci 40. let bylo mambo v USA velmi populární, ale náročné kvůli svojí rychlosti. Proto se začalo hrát pomaleji a vznikla cha-cha.
V roce 1951 hudebník Enrique Jorrín, jehož orchestr hrál v havanské kavárně Prado di Neptune, představil tento zpomalený rytmus pod dnešním názvem na Kubě. V roce 1953 se jeho melodie La Engañadora a Silver Star staly hity.

## Figury
Figury podle ČSTS:
1. Základní pohyb (basic Movement)
  - zavřený (Close)
  - na místě (In Place)
  - stranou (Side Basic)
  - otevřený (Open Basic)
2. Časový krok (Time Step)
3. Otáčky na místě (Spot Turns)

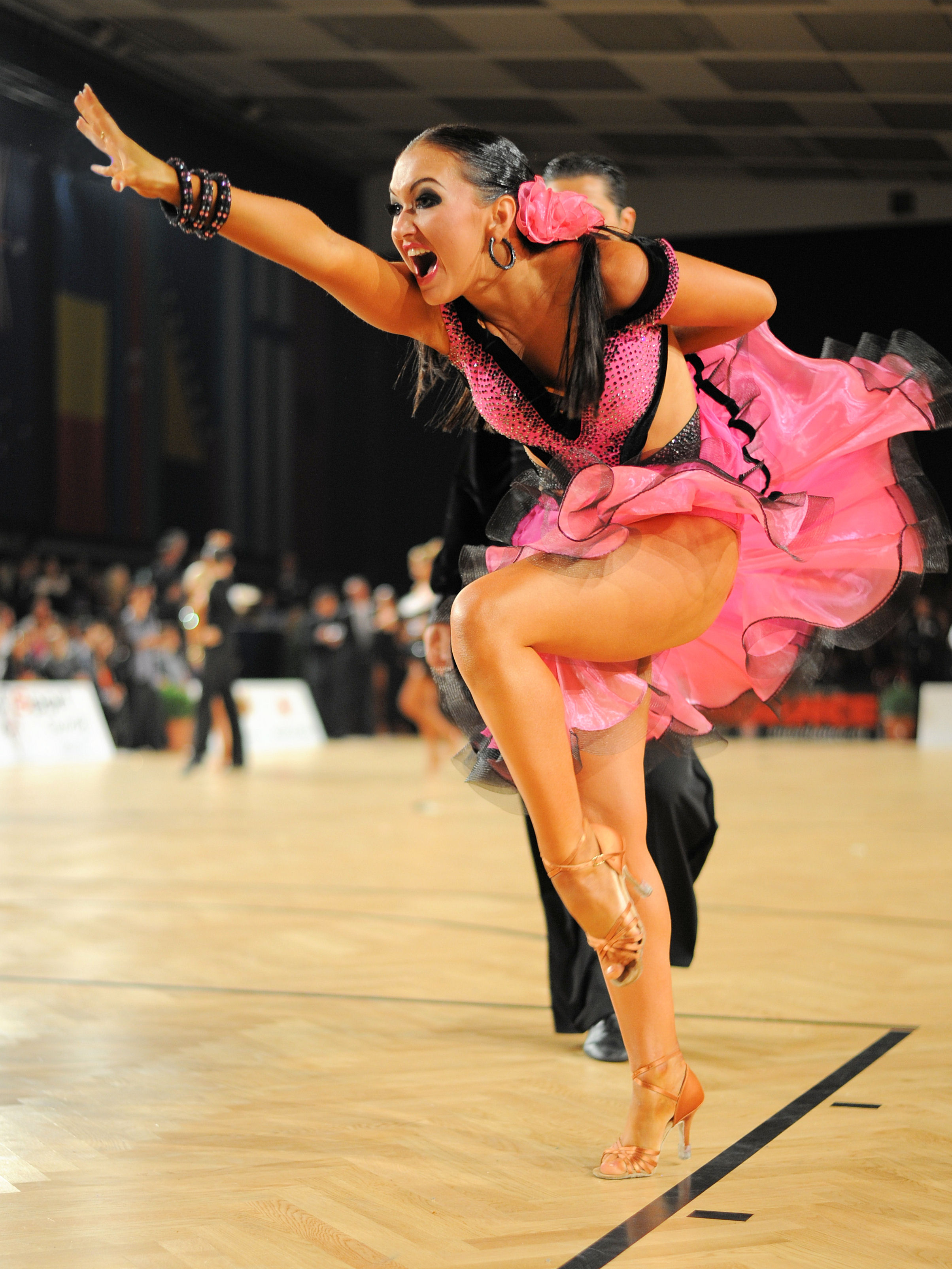
Francouzská reprezentantka Jelena Salichovová tančí čaču

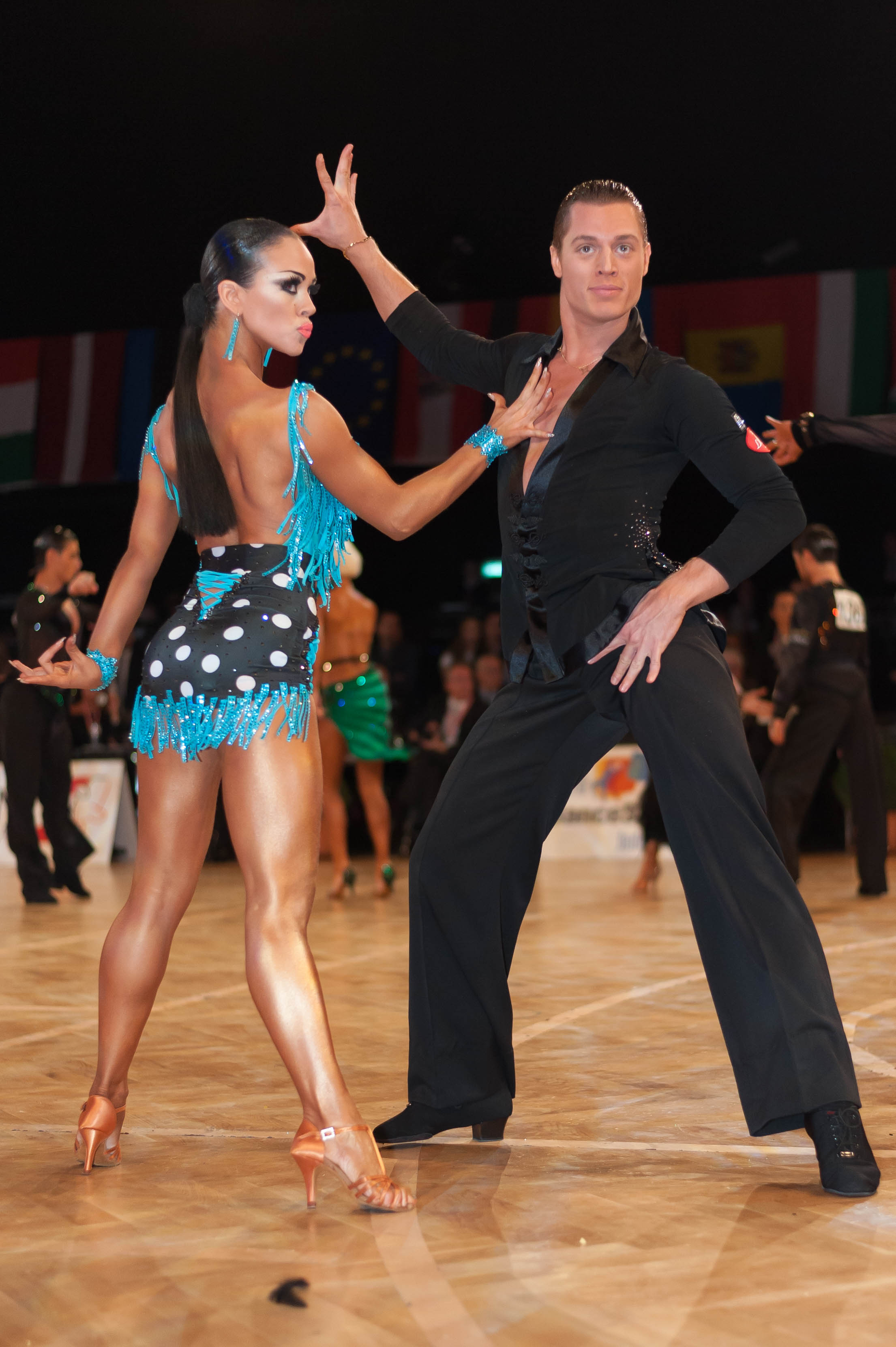
Dánský pár Umberto Gaudino a Louise Heiseová na soutěži ve Schwechatu, listopad 2015

4. Podtáčky pod rukou (Under Arm Turns)
5. New York (New York)
6. Ruka k ruce (Hand to Hand)
7. Tři čači (Three Cha Cha Chas)
8. Křížený základní krok (Cross Basic)
9. Vějíř (Fan)
10. Alemana (Alemana)
11. Hokejka (Hockey Stick)
12. Káča vpravo (Natural Top)
13. Otevření ven vpravo (Opening Out to Right)
14. Švihy kyčlí (Hip Twists)
  - zavřený (Close)
  - otevřený (Open)
  - pokročilý (Advanced)
  - spirálový (Spiral)
15. Kubánská přerušení (Cuban Breaks)
16. Rameno k rameni (Shoulder to Shoulder)
17. Turecký ručník (Turkish Towel)
18. Metody změny chodidla (Methods od Changing Feet)
19. Káča vlevo (reverse Turn)
20. Spirála (Spiral)
21. Laso (Rope Spinning)
22. Miláček (Sweetheart)
23. Následuj mě (Follow My Leader)
24. Kadeř (Curl)
25. Aida (Aida)
26. Otevření ven z káči vlevo (Opening Out from Reverse Top)
27. Guapacha